# Ford Courier
A Ford Courier é uma picape pequena derivada do Ford Fiesta, um hatchback compacto que chegou ao Brasil em 1995, importado da Espanha (que recebeu o apelido de "bebê-chorão" em algumas regiões do país, por causa do desenho da frente) e que em 1996 começou a ser produzido no país. Em substituição à robusta Pampa, a Courier foi lançada em 1997. Em 2000 recebeu uma reestilização, junto com o Fiesta, e ganhou motor Zetec RoCam, com várias melhorias: bomba d`água integrada ao bloco, comando de válvulas roletado acionado por corrente (daí o nome RoCam, Roller Camshaft) e cilindrada de 1,6 litro. Foi então que a Courier ficou estagnada no tempo. De 2000 até 2013, seu último ano de produção, o carro foi basicamente o mesmo, embora o Fiesta, por sua vez,  tenha continuado evoluindo ao longo do tempo, inclusive tendo uma mudança de plataforma. 
Em 2001, ganhou a versão Sport, cinco anos depois, em 2006, ganhou a versão Van. Em 2002, o Fiesta recebeu uma nova geração, mas a Courier continuou com sua plataforma antiga. Em 2007, na linha 2008, a Courier passou a ser flex. Depois do lançamento do novo Ford Ka, no final de dezembro de 2007, surgiu um rumor sobre uma nova versão baseada no Ford Ka. Seria uma mudança radical, já que a Courier seguia o padrão do Fiesta.
Segundo o ranking de vendas em Dezembro de 2007, a Courier estava em 59º lugar, com apenas 285 unidades vendidas. Como o projeto era ultrapassado, a Courier foi perdendo espaço no mercado, e o público acabava optando por modelos mais modernos, como Fiat Strada, Chevrolet Montana e Volkswagen Saveiro.
Essa falta de evolução no carro se devia ao fato da Ford, na época, considerar a Courier um modelo exclusivo para trabalho, onde a beleza e a modernidade não são parâmetros primordiais. Assim, acreditavam que o investimento de uma reestilização não surtiria melhora em seus números de venda.
Em fevereiro de 2013, a Ford anunciou que não aceitaria mais pedidos da picape e, em julho do mesmo ano, foi confirmado o encerramento da fabricação do modelo.

## Versões

### Courier L
A pick-up Ford Courier L vem equipada com os seguintes itens de série:
- Grade lateral (coluna B) na cor preta
- Espelhos retrovisores externos com controle interno
- Brake light
- Pneus 175/70 R14
- Fiação para instalação de rádio
- Tampa da caçamba removível
- Protetor de caçamba
- Rodas de aço
- Vidros verdes mais escuros (75% de transparência)
- Outros itens opcionais

### Courier XL
Além de todos os itens de série da Ford Courier L, a pick-up Courier XL traz ainda:
- Airbag duplo
- Ar-condicionado
- Direção hidráulica
- Faróis de neblina
- Ganhos internos na caçamba
- Grade protetora do vidro traseiro
- Janela traseira deslizante
- Moldura lateral
- Pára-choque na cor do veículo
- Alto-falantes
- Protetor do cárter
- Relógio digital
- Rack do teto com suporte dobrável
- Rede porta-objetos fixada no painel atrás dos bancos
- Rodas de liga leve
- Trava das portas com controle elétrico central
- Vidros com acionamento elétrico
- Sistema PATS – imobilizador antifurto, volante esportivo

## Motor
A pick-up Ford Courier vem equipada com motor Zetec RoCam 1.6L com 95cv de potência que oferece:
• Maior torque e aceleração, proporcionando ao motorista maior domínio nas ultrapassagens e mais precisão na retomada de velocidade, até mesmo em subidas.
• Menor nível de ruído, consumo de combustível e custo de manutenção graças à utilização de óleo com baixo teor de atrito, que aumenta o espaço de trocas para 20.000 km rodados e de substituição de velas para 40.000 km.
A partir de 2007 esse modelo passou a ser comercializado com o motor 1.6 flex. Com a nova motorização, a pick-up passou a oferecer torque de 14,7 kgfm com gasolina e 15,6 kgfm com álcool ambos a 4 250 rpm. A potência também aumentou para 96 cv a 5 250 rpm com gasolina e 107 cv a 5 500 rpm com álcool.
Em 2009, houve um novo acréscimo de potência que tornou o Rocam da Courier o motor aspirado 1.6 de oito válvulas mais potente do mercado brasileiro, com 109 cv com álcool e 103 cv com gasolina ambos a 5 500 rpm.

## Especificações

### Courier L
Motor: Zetec RoCam 1.6L 8 válvulas
Combustível: Gasolina
Potência líquida máxima: 95cv@ 5.500rpm
Torque líquido máximo: 138,8 Nm @ 2.250 rpm ou 14,2 Kgf-m @ 2.250 rpm
Sistema de alimentação; Injeção eletrônica multiponto seqüencial, com módulo de gerenciamento eletrônico do motor EEC-V.
Suspensão dianteira: Independente, tipo MacPherson, com braços inferiores triangulares e barra estabilizadora. Amortecedores pressurizados telescópicos de dupla ação e molas helicoidais.
Suspensão traseira: Eixo rígido com molas parabólicas tipo lâmina única (uma para cada lado), batente auxiliar e amortecedores pressurizados.
Direção: Mecânica ou hidráulica progressiva de relação variável de pinhão e cremalheira.
Freios: Hidráulicos, duplo circuito com servo assistência, disco na dianteira e tambor na traseira com válvula proporcionadora sensível à carga.
Rodas (dimensões): 5,5J x 14"
Pneus: P175/70 R14’
Dimensões (mm)
Comprimento total: 4.457
Largura: 1.685
Altura: 1.477
Comprimento de caçamba: 1.816
Largura de caçamba: 1.440
Distância entre eixos: 2.830
Capacidade
Capacidade de carga: 700 kg, Peso bruto total: 1.795 kg, Capacidade máxima de tração: 2.360 kg, Tanque de combustível: 68 litros ,porta malas: 1030 litros.

### Courier XL
Motor: Zetec RoCam 1.6L 8 válvulas
Combustível: Gasolina
Potência líquida máxima: 95cv@ 5.500rpm
Torque líquido máximo: 138,8 Nm @ 2.250 rpm ou 14,2 Kgfm @ 2.250 rpm
Sistema de alimentação: Injeção eletrônica multiponto seqüencial, com módulo de gerenciamento eletrônico do motor EEC-V.
Suspensão dianteira: Independente, tipo MacPherson, com braços inferiores triangulares e barra estabilizadora. Amortecedores pressurizados telescópicos de dupla ação e molas helicoidais.
Suspensão traseira: Eixo rígido com molas parabólicas tipo lâmina única (uma para cada lado), batente auxiliar e amortecedores pressurizados.
Direção: Mecânica ou hidráulica progressiva de relação variável de pinhão e cremalheira.
Freios: Hidráulicos, duplo circuito com servo assistência, disco na dianteira e tambor na traseira com válvula proporcionadora sensível à carga.
Rodas (dimensões): 5,5J x 14"
Pneus: P175/70 R14"
Dimensões (mm)
Comprimento: 4.457
Largura: 1.685
Altura: 1,477
Comprimento de caçamba: 1,816
Largura de caçamba: 1.440
Altura de caçamba: 0.464
Distância entre eixos: 2.830
Capacidade
Capacidade de carga: 700 kg
Peso bruto total: 1.795 kg
Capacidade máxima de tração: 2.360 kg
Tanque de combustível: 68 litros

### Cores
- Azul Mônaco
- Verde Bali
- Vermelho Bari
- Branco Ártico
- Prata Geada
- Cinza Nassau
- Preto Ebony

## Ford Courier no mundo

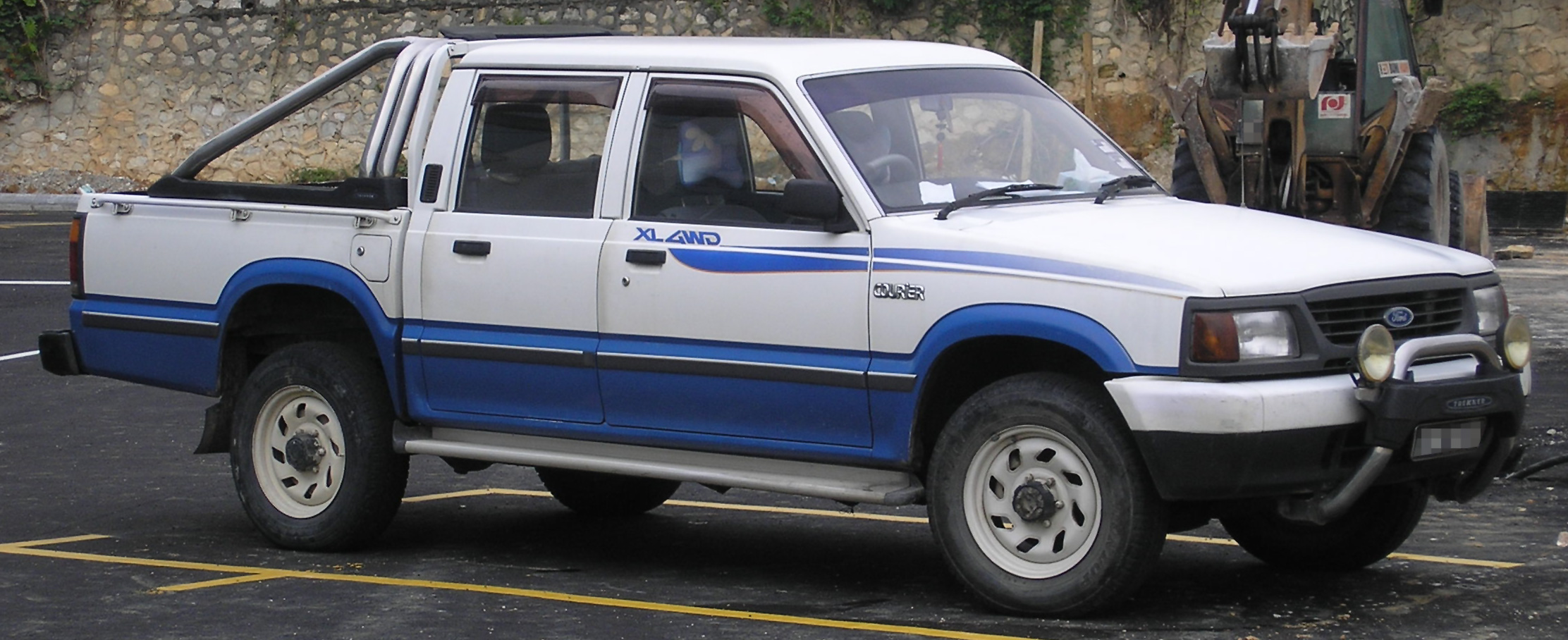
A Ford Courier 1997-1999 da Oceania e da Ásia, que tem a base da Mazda B-series.

Na África do Sul a Ford Courier, chamada Bantam, tem hoje um facelift. A única mudança entre a Courier e a Bantam é que a Bantam tem o pedal lateral (igual ao da Chevrolet Montana).
Na Ásia, na Nova Zelândia e na Austrália, a Courier é uma picape média.

## Ford Courier Van
A Ford Courier Van é a versão van da pick-up Ford Courier.

## Versões

### Courier L
Esse modelo vem equipado com seguintes itens de série: grade lateral (coluna B) na cor preta, espelhos retrovisores externos com controle interno, brake light, pneus 175/70 R14, fiação para instalação de rádio, tampa da caçamba removível, protetor de caçamba, rodas de aço, vidros verdes mais escuros (75% de transparência) e muitos outros itens opcionais.

### Courier XL
Ele vem equipado com todos os itens de série da Courier L e mais: Airbag duplo, ar-condicionado, direção hidráulica, faróis de neblina, ganhos internos na caçamba, grade protetora do vidro traseiro, janela traseira deslizante, moldura lateral, pára-choque na cor do veículo, alto-falantes, protetor do cárter, relógio digital, rack do teto com suporte dobrável, rede porta-objetos fixada no painel atrás dos bancos, rodas de liga-leve, trava das portas com controle elétrico central, vidros com acionamento elétrico, Sistema PATS – Imobilizador antifurto, volante esportivo.

## Motores
Equipada com o motor Zetec RoCam 1.6L com 95cv, a Ford Courier é a pick-up mais potente da categoria. E o torque é superior à concorrência, mesmo em baixa rotação. Isso quer dizer, maior domínio nas ultrapassagens e muito mais precisão nas retomadas de velocidade mesmo durante as subidas.
Além disso, a Ford Courier está mais silenciosa e econômica: é o menor nível de ruído e de consumo de combustível da categoria e também o mais baixo custo de manutenção. Isso é possível porque a Ford Courier utiliza óleo de baixo atrito que aumenta o espaço entre as trocas para cada 20.000 km rodados e a substituição das velas para cada 40.000 km.
Ford Courier. Saiba o que é dirigir uma pick-up de verdade.

## Cores
- Azul Mônaco
- Verde Bali
- Vermelho Bari
- Branco Ártico
- Prata Geada
- Cinza Nassau
- Preto Ebony